# ژان اونوره فراگونار
ژان اونوره فراگونار (به فرانسوی: ʒã onoʀe fʀaɡoˈnɑʀ) (۵ آوریل ۱۷۳۲–۲۲ اوت ۱۸۰۶) نقاش فرانسوی که از هنرمندان شاخص مکتب روکوکو می باشد. وی در شهر گرس، از شهرستان آلپ-ماریتیم در فرانسه متولد شد.
حدود نیم قرن از وی نامی برده نشد تا این که Lübke در تاریخ هنر(۱۸۷۳) به وی اشاره نمود.

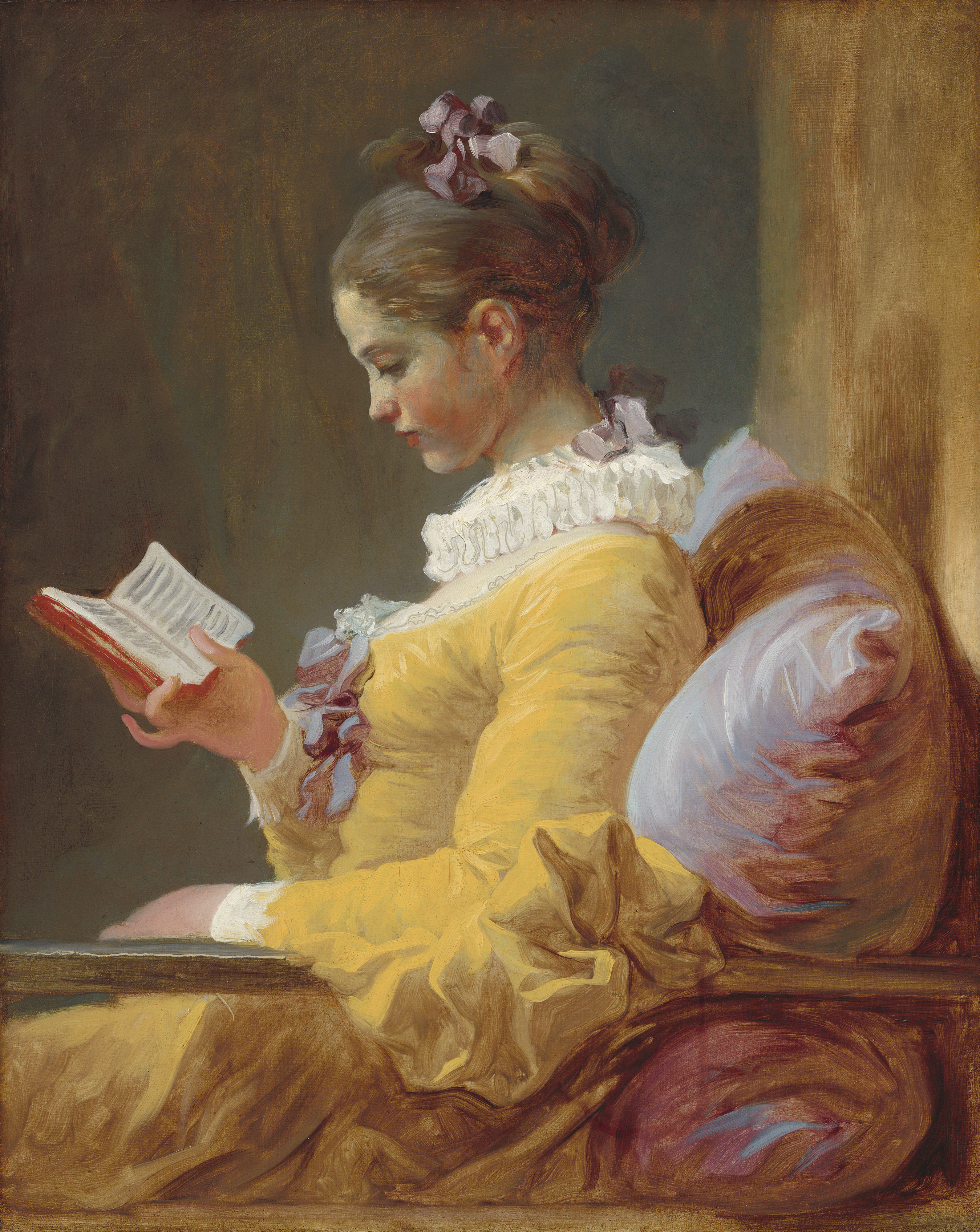
دختر کتاب‌خوان ۱۷۷۶ - موزه ملی هنر، واشینگتن دی سی

## نگارخانه

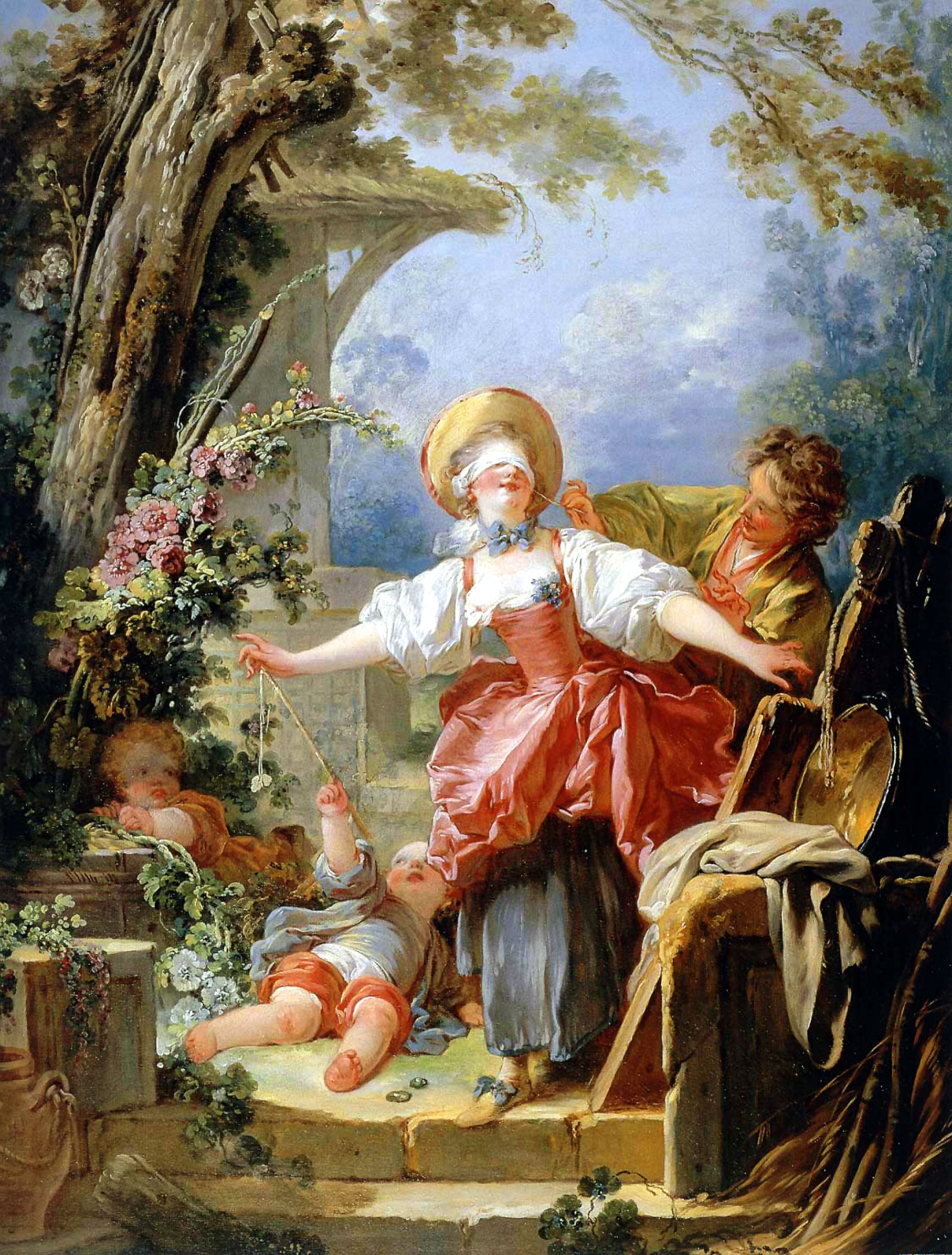
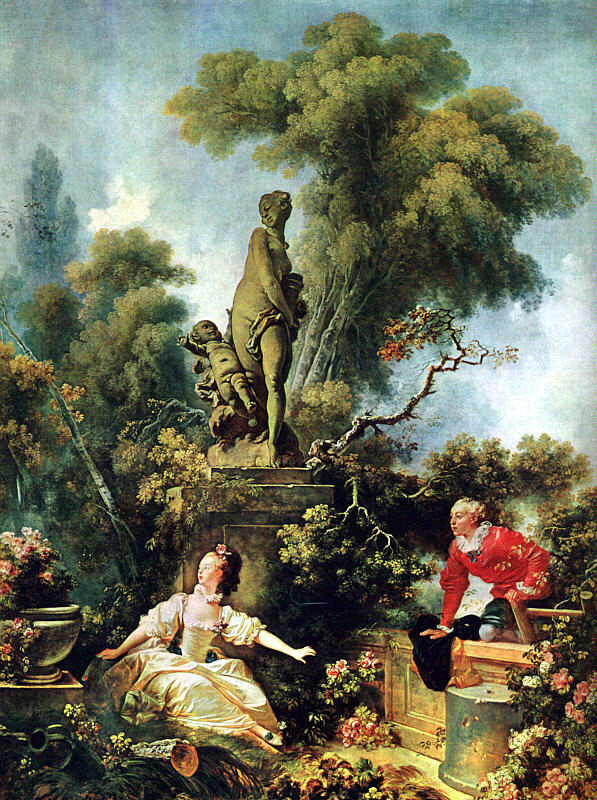
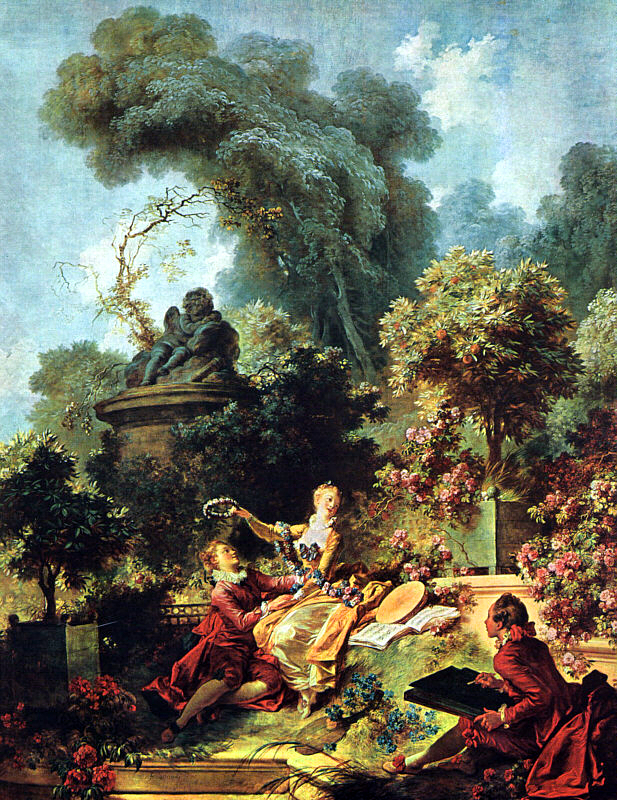
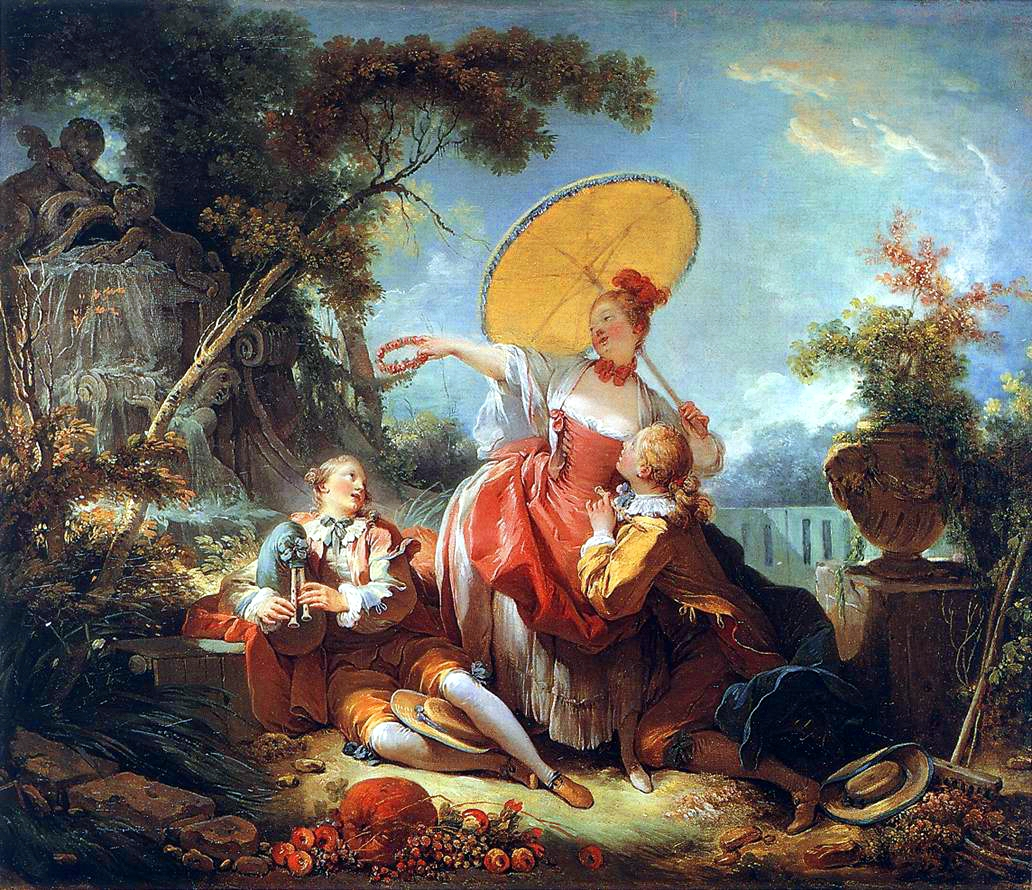
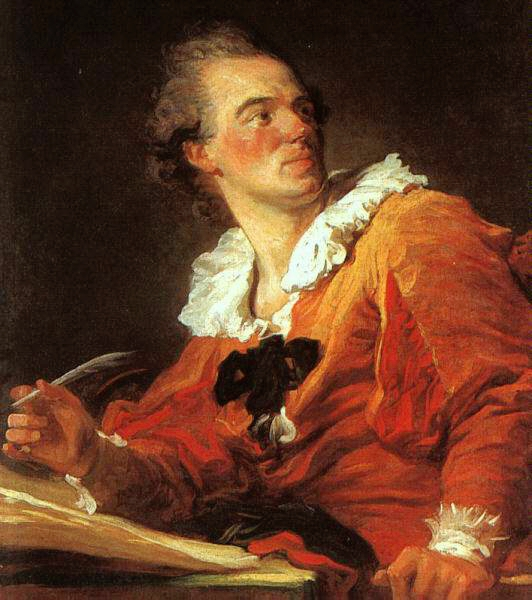
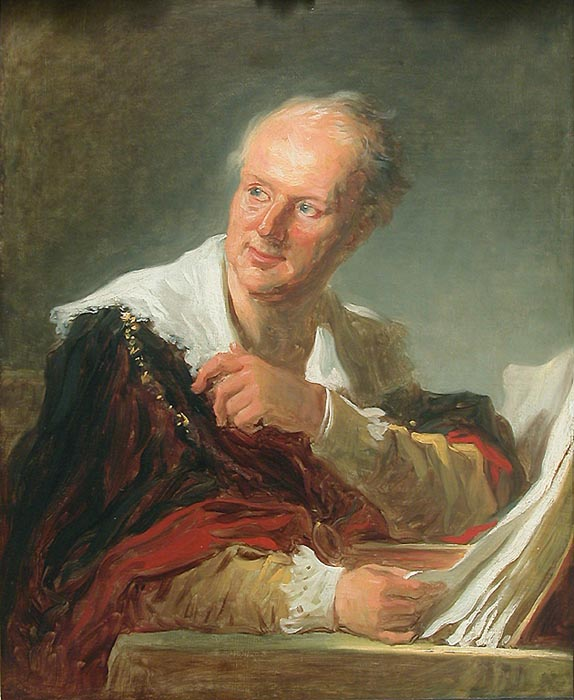
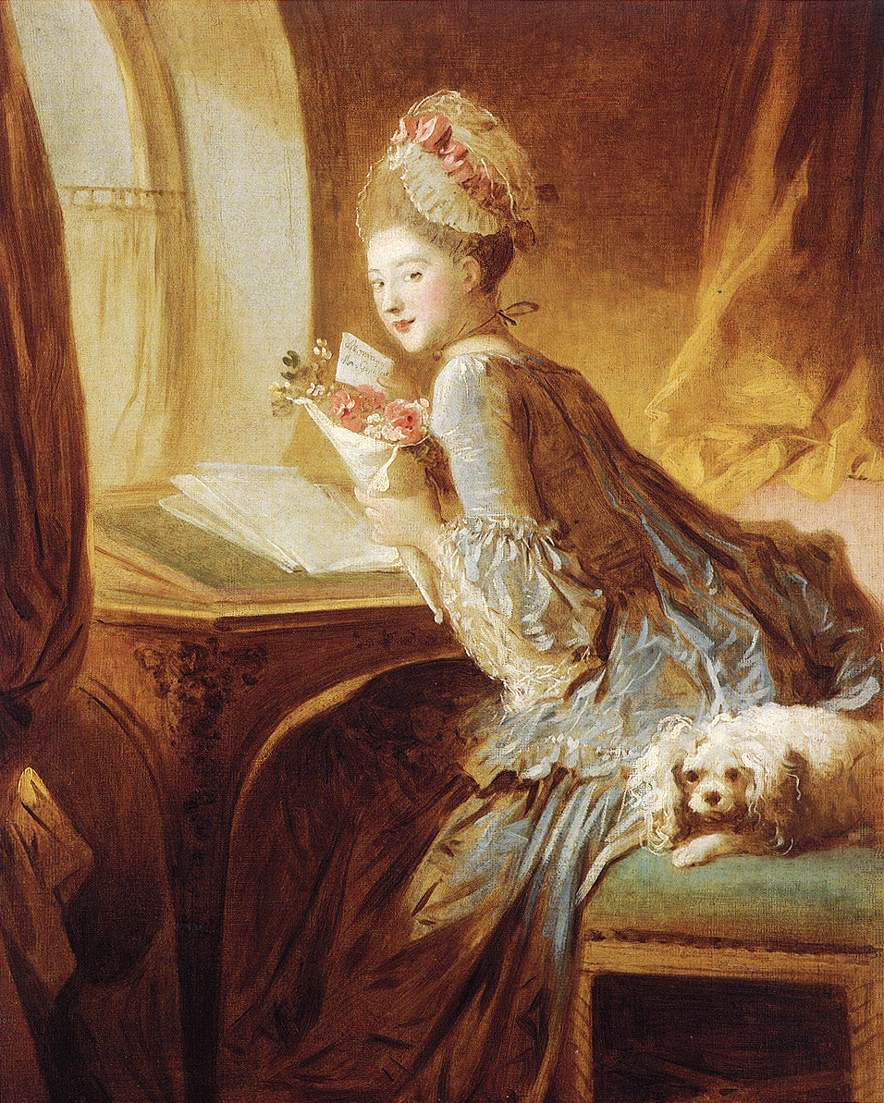
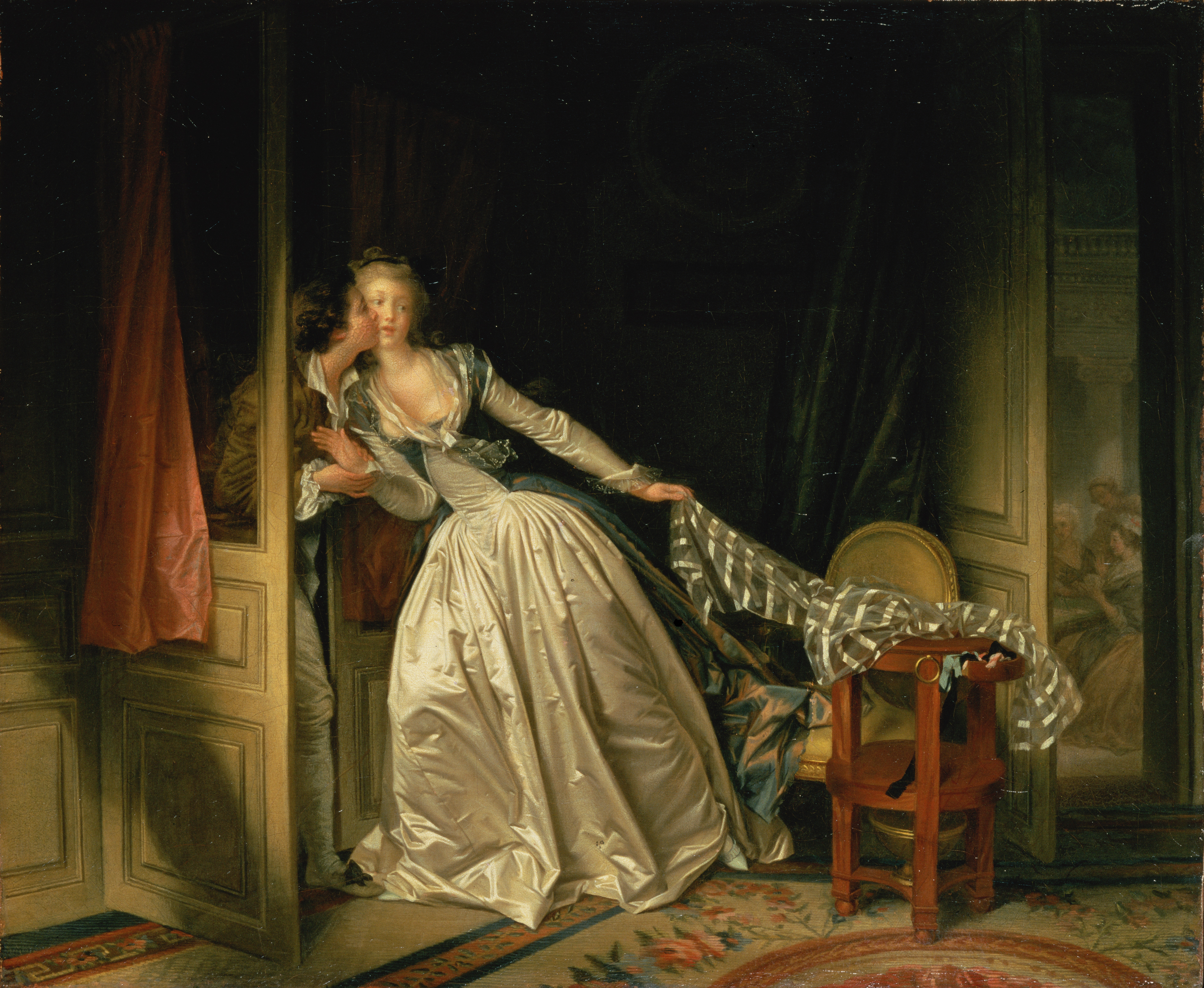
بوسه پنهانی دهه ۱۷۸۰ میلادی